# Divín (powiat Łuczeniec)

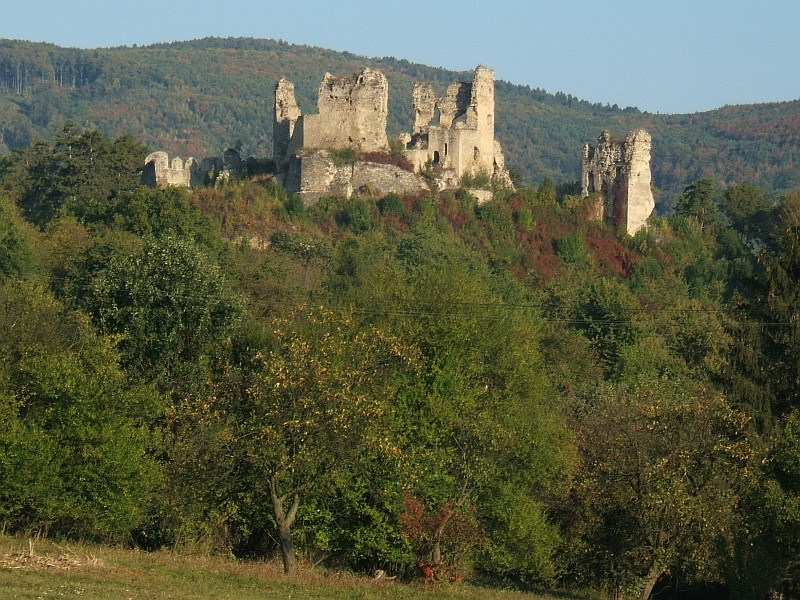
Ruiny zamku od strony wschodniej

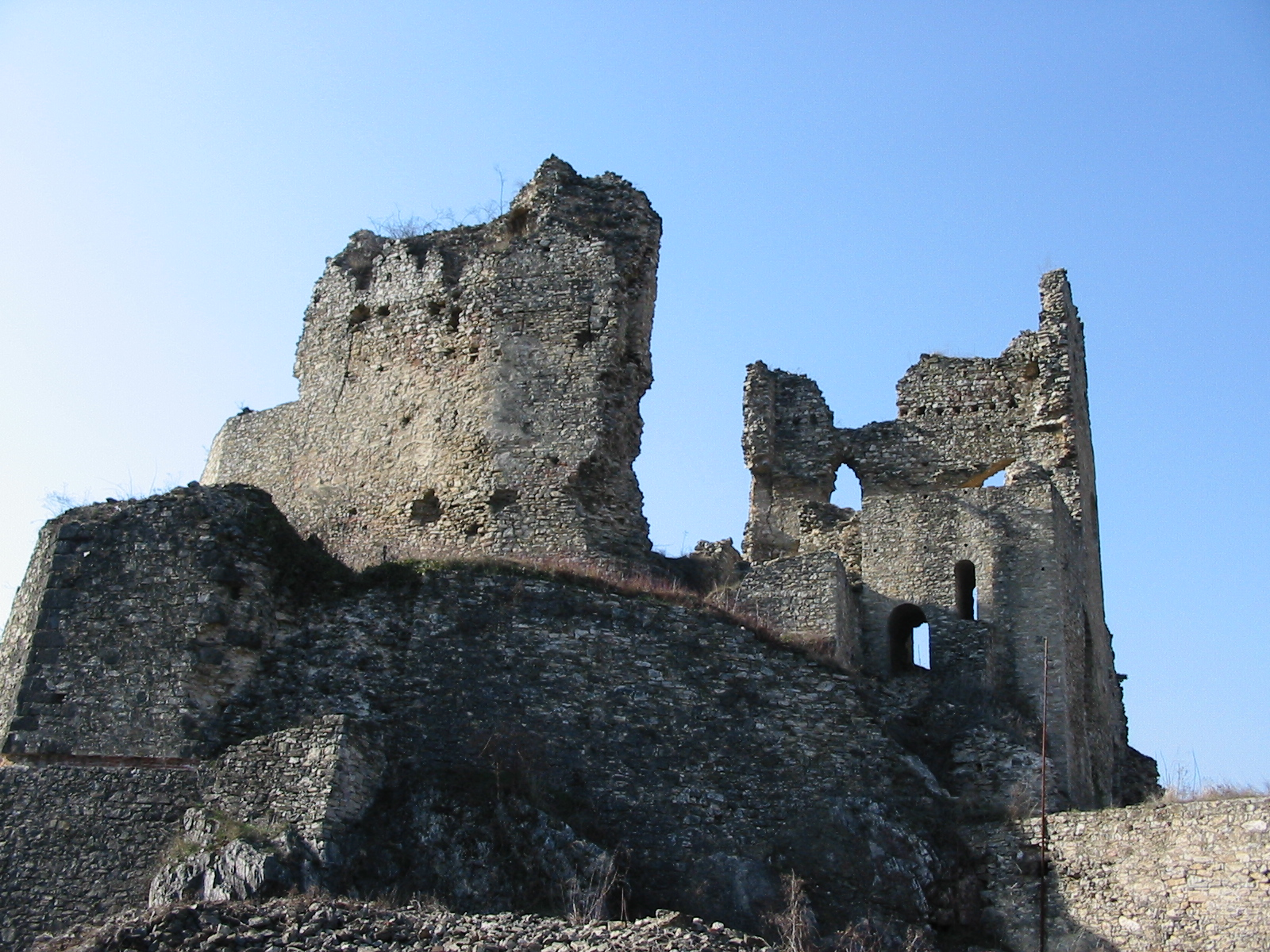
Ruiny zamku

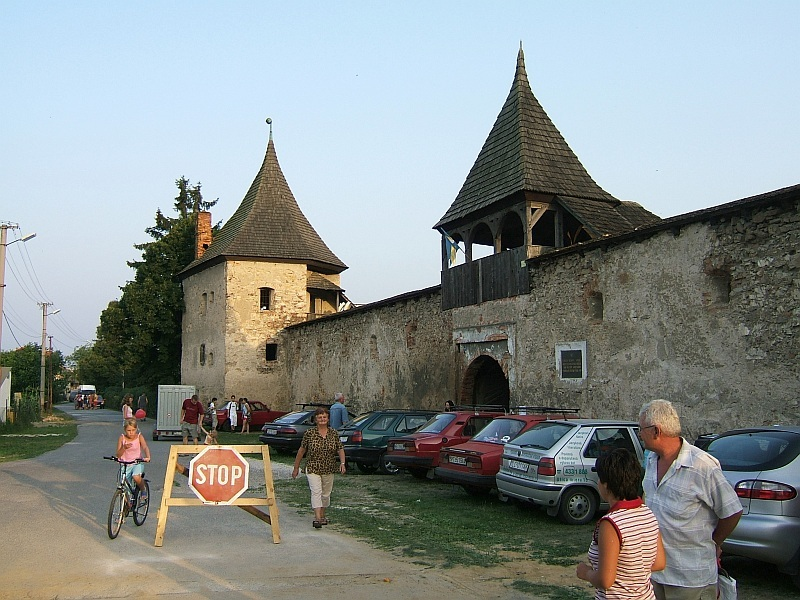
Kasztel od strony północno-wschodniej w 2004

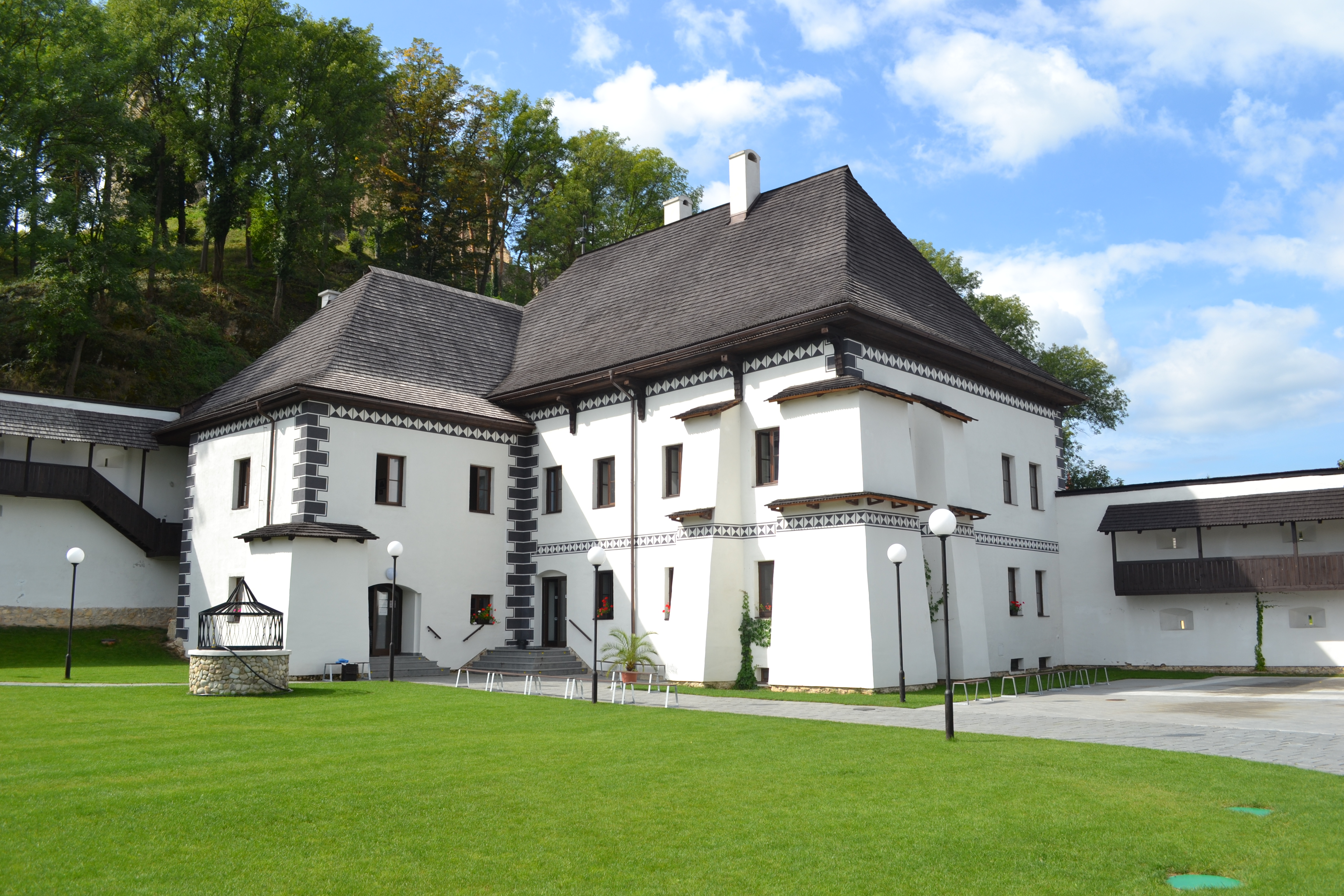
Odrestaurowany kasztel w 2016

Divín (węg. Divény) – wieś (obec) na południu Słowacji, położona w kraju bańskobystrzyckim, w powiecie Łuczeniec.

## Położenie
Divín leży na pograniczu Pogórza Rewuckiego i niewielkiego pasma górskiego, wyodrębnianego pod nazwą Ostrôžky, 21 km na północny zachód od Łuczeńca.

## Historia
Pierwsze wzmianki o miejscowości pochodzą z roku 1329. Powstała zapewne na przełomie XIII i XIV w. z osady rozwijającej się jako podgrodzie miejscowego zamku. Od 1715 r. funkcjonowała jako prywatne miasteczko szlacheckie, dysponując niektórymi prawami miejskimi. Mieszkańcy zajmowali się głównie wieloma dziedzinami rzemiosła.

## Ludność
Według danych z dnia 31 grudnia 2012, wieś zamieszkiwało 2061 osób, w tym 1041 kobiet i 1020 mężczyzn.
W 2001 roku rozkład populacji względem narodowości i przynależności etnicznej wyglądał następująco:
- Słowacy – 98,92%
- Czesi – 0,39%
- Polacy – 0,05%
- Romowie – 0,1%
- Węgrzy – 0,15%

Ze względu na wyznawaną religię struktura mieszkańców kształtowała się w 2001 roku następująco:
- Katolicy rzymscy – 86,16%
- Grekokatolicy – 0,25%
- Ewangelicy – 4,04%
- Prawosławni – 0,1%
- Ateiści – 6,85%
- Przedstawiciele innych wyznań – 0,1%
- Nie podano – 1,92%

## Zamek
Na wzgórzu nad Divínem (słow. Divínsky hradný vrch) znajdują się ruiny zamku z przełomu XII i XIII wieku. Na początku należał do rodów Tomaj i Lossonczy, był przez nich stopniowo przebudowywany. Po buncie magnatów w 1471 przeszedł we władanie króla Macieja Korwina, później został przejęty siłą przez najbogatszego w środkowej Słowacji magnata Zygmunta Balassę.
Po zdobyciu Fiľakova przez Turków w 1554 zamek został rozbudowany i ufortyfikowany. Na przedzamczu dobudowano wówczas budynki mieszkalne dla załogi i pomieszczenia gospodarcze. Zamek miał kształt trójkąta z dwiema basztami i bastionem, przystosowanymi do rozmieszczenia w nich dział. Mimo umocnień zamek został zdobyty przez Turków w 1575. Trafił ponownie do rodziny Balassów po udanym oblężeniu w 1593.
Balassowie napadali i grabili okoliczne wsie, dlatego wojsko cesarskie zamek zdobyło, podpaliło i wysadziło w powietrze, a majątek rodziny cesarz skonfiskował. Stało się to w 1673, 1674 lub 1679, albo może dopiero w 1683, po śmierci Imricha Balassy. Zamek przekazano rodzinie Zichych, nigdy go jednak nie odbudowano.

## Kasztel
W Divínie znajduje się renesansowy ufortyfikowany dwór obronny (kasztel), z czterema bastionami, zbudowany w 1670 na miejscu wcześniejszego średniowiecznego z XV w., będącego częścią zamku Divín. Pierwszym właścicielem dworu był Imrich Balassa, później od 1686 aż do 1945 należał do rodu Zichy.
Ostatni przedstawiciel rodu, Stefan VI Zichy, w 1945 na podstawie dekretów Beneša został wraz z rodziną wysiedlony na Węgry. Wówczas dwór przeszedł na własność państwa. Do 1952 był siedzibą administracji leśnej, potem spółdzielni rolniczej. Wykorzystywano go na magazyn nawozów i innych materiałów, spichlerz i wylęgarnię kurcząt. Gdy spółdzielnia zaprzestała użytkowania, dwór popadał w ruinę. W 1970 naprawiono dachy. Plany odbudowy, przygotowywane najpierw w 1969, potem w 1989, nie zostały zrealizowane.
Od 2011 do 2015 prowadzona była rekonstrukcja dworu, finansowana w większości z funduszy strukturalnych Unii Europejskiej. Odrestaurowany zabytek ma służyć celom kulturalnym, społecznym i krajoznawczym: oprócz muzeum ma być to miejsce na imprezy kulturalne, warsztaty dla artystów i wystawy ich prac oraz szkolenia.

## Kościół i plebania

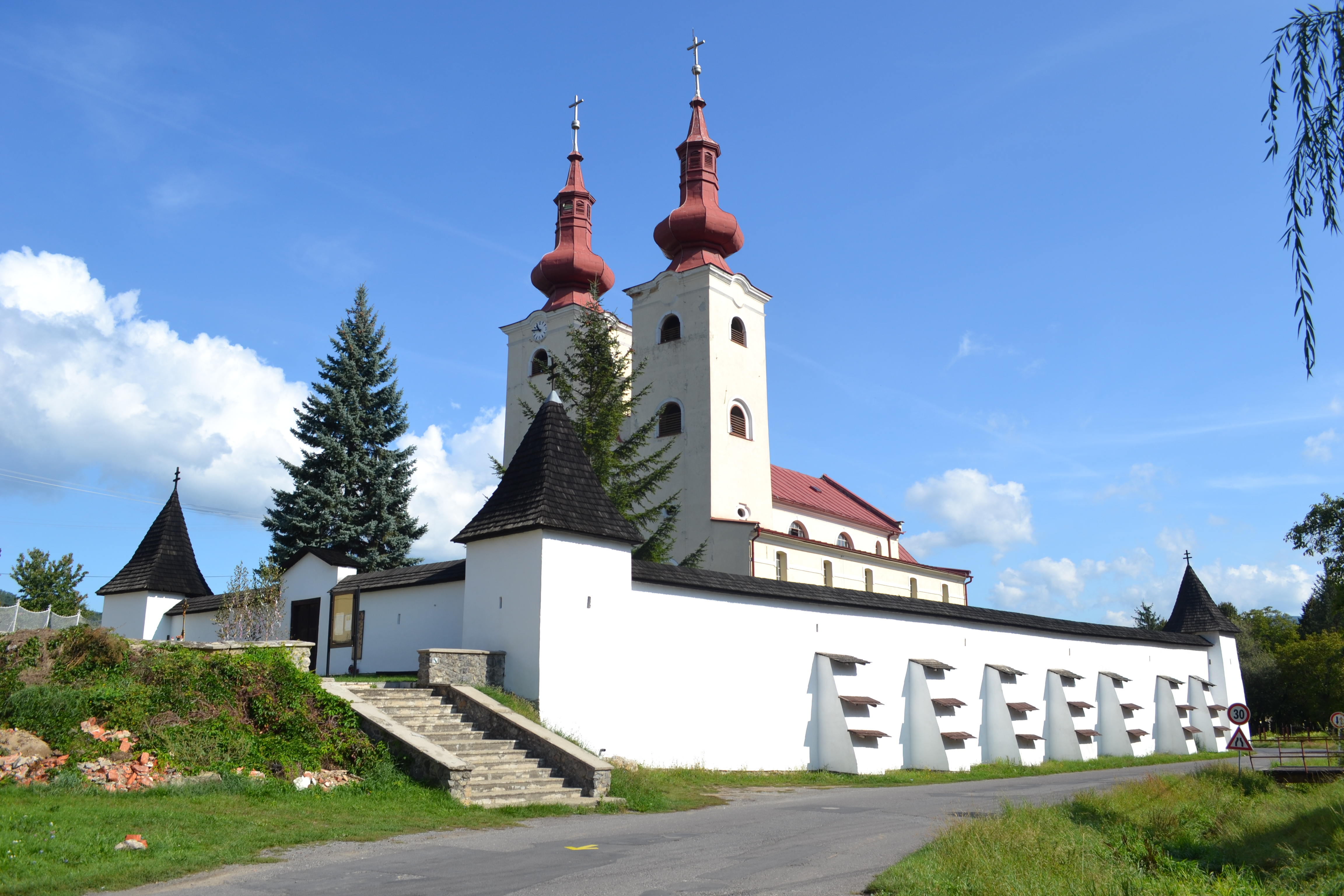
Kościół

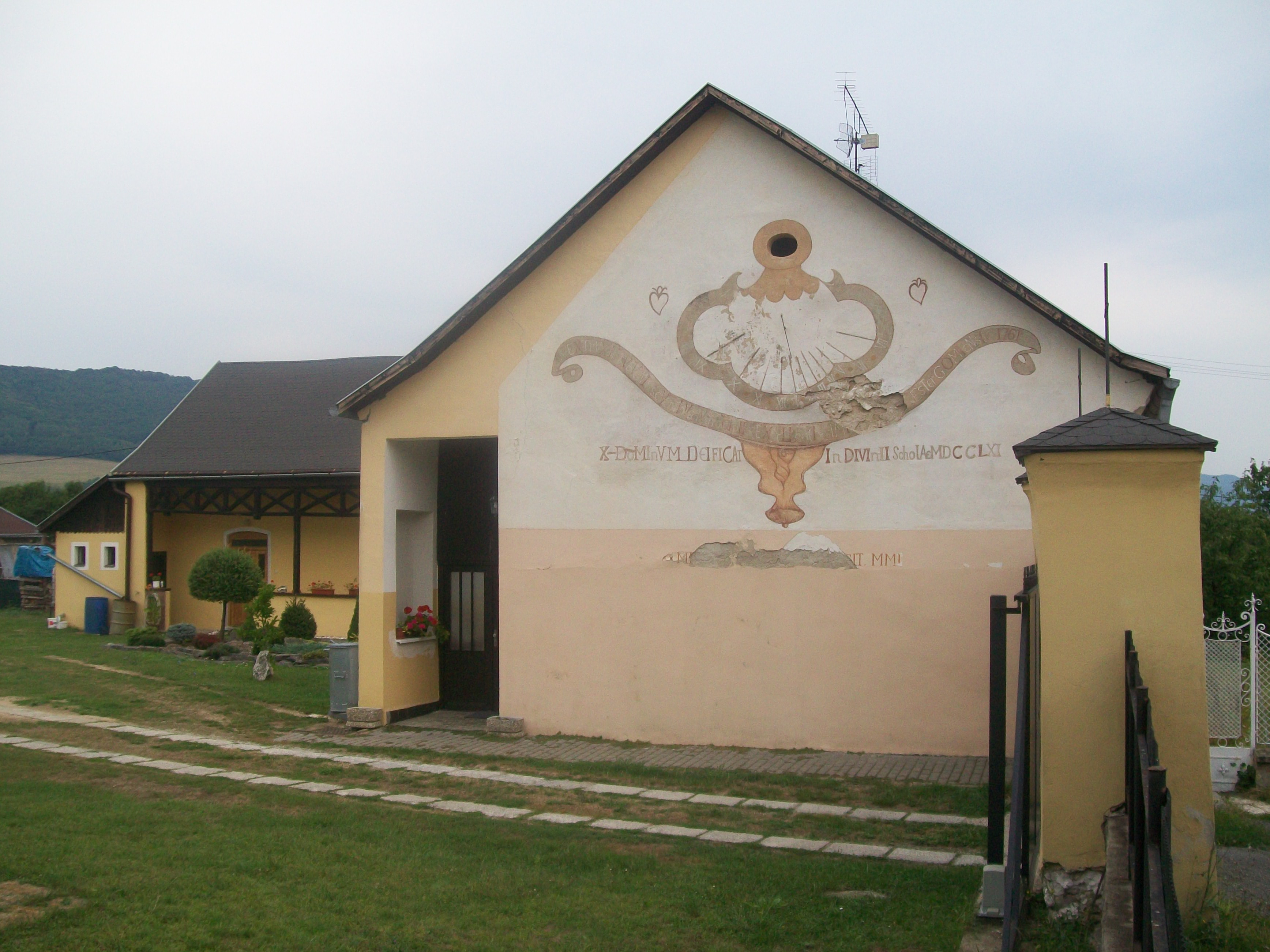
Zegar słoneczny na budynku plebanii

W Divínie znajduje się barokowy kościół Wszystkich Świętych z 1657 i plebania z 1761 z najstarszym zegarem słonecznym w regionie Novohrad.
Kościół w tym miejscu zbudowano jeszcze w średniowieczu. Pierwsze wzmianki o kościele i plebanii, wraz z zamkiem i podzamczem, pochodzą z roku 1393. Parafia Divín pojawia się potem w spisie parafii arcybiskupstwa ostrzyhomskiego z 1397. Wg tradycji podgrodzie wraz z kościołem zostały zniszczone w 1440 w czasie walk Jana Jiskry z Janem Hunyadym, zakończonych bitwą pod Łuczeńcem w 1451. Jest to przekaz wiarygodny, ale nieudokumentowany. Po bitwie pod Mohaczem cały Novohrad znalazł się pod panowaniem tureckim, opierał się jedynie zamek Divín. Podczas próby zdobycia zamku w 1554 kościół został poważnie uszkodzony.
Ján Balassa, właściciel zamku w 2. połowie XVI wieku, polecił odbudować kościół. Ponieważ sam był wychowany już w nowej wierze luterańskiej, wygnał księdza katolickiego i na jego miejsce sprowadził kaznodzieję ewangelickiego, przez co parafia stała się ewangelicka.
Podczas powstań na Węgrzech w 1605 kościół został ponownie zniszczony. W 1621 Divín nadal jest wzmiankowany jako wieś luterańska.
Znacząca zmiana nastąpiła w 1639, kiedy to wdowa po Imrichu II Balassie, Judyta z domu Bosniaková, wygnała ewangelickiego proboszcza i osadziła 
księdza katolickiego. Stopniowo i ludność przechodziła ponownie na katolicyzm. W tym samym czasie w Novohradzie pojawili się misjonarze jezuici. Od 1647 Divín jest parafią katolicką, i tak pozostało aż do dziś.
W 1657 kolejny pan na zamku, Imrich III Balassa, polecił rozbudować pierwotny gotycki kościół, a także otoczyć go murem obronnym z narożnymi basztami. Magnat ten jednak napadał i grabił okoliczne wsie, co wywołało gniew cesarza. Wojsko cesarskie oblegało zamek, ucierpiał wówczas również kościół, zwłaszcza w latach 1674 i 1679. Później na rozkaz cesarza kościół naprawiono na koszt Balassy.
Po 1686, kiedy właścicielem Divína został Stefan I Zichy, nastały dla miasteczka spokojniejsze czasy, przerwane dopiero w 1708 powstaniem Rakoczego. Dwukrotnie kościół był zniszczony w wielkich pożarach: W 1722 i 1773.
W 1909 kościół rozbudowano, przy czym rozebrano sklepienia i całkowicie przebudowano nawę. Z pierwotnego kościoła zachowano tylko zakrystię, dwie wieże i kruchtę. Protokoły z wizytacji kanonicznych z XVIII i XIX w. dają pewne wyobrażenie o kościele i jego wyposażeniu przed przebudową. Budowla była jednonawowa z wielobocznym prezbiterium, do którego przylegała renesansowa zakrystia. Po zachodniej stronie stały dwie wieże, pod nimi przestronna kruchta i chór. Ściany były pobielone wapnem, bez malowideł, posadzka ceglana. Do kościoła wchodziło się z dwóch stron. Wieże miały bulwiaste dachy pokryte blachą miedzianą, wisiały w nich cztery dzwony i zegar.
Kościół po przebudowie z 1909 otrzymał trzy nowe ołtarze, ambonę i nowe organy. Pomalował go w 1915 malarz Ďurkovič z Łuczeńca. Ksiądz Ján Neyman zakupił w 1920 Drogę Krzyżową. Mur kościelny wraz z czterema narożnymi wieżami odrestaurowano w 1931 roku z inicjatywy księdza Tihayia. Na pamiątkę na dziedzińcu kościoła posadzono cztery lipy i "ochrzczono" je imionami czterech ewangelistów – Mateusza, Marka, Łukasza i Jana. Drzewa jednak uległy chorobom i po 1970 zostały wycięte.